# Carcinopyga lichenigera
Carcinopyga lichenigera är en fjärilsart som beskrevs av Felder 1874. Carcinopyga lichenigera ingår i släktet Carcinopyga och familjen björnspinnare. Inga underarter finns listade i Catalogue of Life.